# Danh sách nhân vật trong Dã ngoại thảnh thơi

Thiết kế nhân vật Kagamihara Nadeshiko (trái) và Shima Rin (phải).

Dưới đây là danh sách nhân vật trong manga và anime Dã ngoại thảnh thơi của tác giả Afro.

## Nhân vật chính
Kagamihara Nadeshiko (各務原 なでしこ)
Lồng tiếng bởi: Hanamori Yumiri
Diễn bởi: Ōhara Yuno
Một trong số những nhân vật chính của câu chuyện, họ của Nadeshiko xuất phát từ tên thành phố Kakamigahara, tỉnh Gifu. Trong chuyện, Nadeshiko được miêu tả là một cô gái hồn nhiên đến mức được gọi giống như một con cún, cô có niềm yêu thích lớn với núi Phú Sĩ. Trong ngày đầu tiên chuyển đến tỉnh Yamanashi, cô đã đi một chặng đường dài để lên ngắm núi Phú Sĩ nhưng không may lại ngủ thiếp đi ở ghế gỗ bên đường. Trong quá khứ, Nadeshiko có thân hình có phần mũm mĩm hơn bây giờ, tuy nhiên vào một ngày hè cô đã bị chị bắt tập thể dục để giảm cân. Cô không ngại ngủ ở những nơi giá rét hay mang vác đồ nặng trên lưng.
Shima Rin (志摩 リン)
Lồng tiếng bởi: Tōyama Nao
Diễn bởi: Fukuhara Haruka
Một trong những nhân vật chính của câu chuyện, họ của cô xuất phát từ tên thành phố Shima, tỉnh Mie. Rin có vóc dáng nhỏ nhắn và thường bị nhầm với học sinh tiểu học. Cô có một niềm đam mê lớn với cắm trại do ông nội truyền lại nhưng hầu như cô chỉ hứng thú với những buổi cắm trại vào mùa đông và yên tĩnh nên cô chưa bao giờ cắm trại cùng với bất kì ai trước khi gặp Nadeshiko. Kể từ khi gặp Nadeshiko, Rin bắt đầu nghiêm túc hơn với việc cắm trại của mình. Cô bắt đầu thử sức với những công việc như nấu nướng hơn là chỉ ăn mì ramen cốc. Rin là thành viên của ủy ban thư viện, cô thường đọc sách mỗi khi đi cắm trại hoặc khi ở thư viện.
Ōgaki Chiaki (大垣 千明)
Lồng tiếng bởi: Hara Sayuri
Diễn bởi: Momoko Tanabe
Cô là chủ tịch câu lạc bộ ngoài trời của trường trung học Motosu. Họ của cô xuất phát từ tên thành phố Ōgaki, tỉnh Gifu. Chiaki là một người có tính cách nam tính và luôn để tóc bím hai bên trước khi cô quyết định cắt tóc ngang vai ở chương 54 của bộ truyện. Khi còn học mẫu giáo, Chiaki thích đi cắm trại cùng gia đình và khi lên trung học cô quyết định đi cắm trại cùng bạn bè của mình và lập ra câu lạc bộ ngoài trời. Để tận dụng ngân sách hạn hẹp của câu lạc bộ, cô thường mua những vật dụng cắm trại giá rẻ và dùng lại những phế liệu nhặt được ở ngoài trời. Cô làm việc bán thời gian tại một cửa hàng rượu mà cô Toba thường xuyên tới.
Inuyama Aoi (犬山 あおい)
Lồng tiếng bởi: Toyosaki Aki
Diễn bởi: Yanai Yumena
Cô là đồng sáng lập câu lạc bộ ngoài trời với Chiaki, họ của cô xuất phát từ tên thành phố Inuyama, tỉnh Aichi. Aoi có tính cách điềm đạm giống một người chị lớn và nói chuyện với phương ngữ Kansai thoải mái. Cô ấy thường được gọi là "inuko" bởi Chiaki. Cô nổi bật bởi hàm răng khểnh và lông mày rậm. Aoi thích kể những câu chuyện cười và mỗi khi nói dối cô có đôi mắt có phần "không đáng tin cậy". Cô làm nhân viên thu ngân bán thời gian tại một cửa hàng mua sắm để trang trải cho chi phí cắm trại và hoạt động của câu lạc bộ. Cửa hàng nơi Aoi làm việc ngay cạnh rượu Chiaki làm thêm.
Saitō Ena (斉藤 恵那)
Lồng tiếng bởi: Takahashi Rie
Diễn bởi: Shida Sara
Là bạn cùng trường và là bạn thân của Rin, tên của cô xuất phát từ tên thành phố Ena, tình Gifu. Vào những ngày nghỉ mà Rin đi cắm trại, Rin thường gửi cô những hình ảnh trên đường đi cắm trại qua SNS. Ena hay nói đùa rằng mình là thành viên "câu lạc bộ đi thẳng về nhà" cũng như thường hay thức khuya và ngủ nướng những ngày nghỉ. Cô cũng có chút hứng thú với cắm trại và được Chiaki xem là người chủ chốt đưa Rin vào câu lạc bộ ngoài trời. Cô có một bé cún tên là Chikuwa, giống Chihuahua và thường xuyên nhắc đến nó trong suốt loạt truyện. Ngoài ra, trong chuyến cắm trại giáng sinh trên cao nguyên Asagiri với Rin và Nadeshiko, cô được gọi Rin gọi là "chủ nhân của chú chó thỏ" vì đã trùm lên đầu Chikuwa một chiếc mũ hình tai thỏ. Công việc của cô trong những ngày nghỉ và năm mới là phân loại các thiệp mừng năm mới trước khi chuyển sang làm tại một cửa hàng tiện lợi gần ga Utsubuna.

## Nhân vật phụ
Kagamihara Sakura (各務原 桜)
Lồng tiếng bởi: Inoue Marina
Diễn bởi: Yanagi Yurina
Chị gái của Nadeshiko và hiện đang là sinh viên đại học. Sakura xuất hiện trong chap đầu tiên của câu chuyện để đón Nadeshiko về sau khi Rin cứu giúp, và đã mắng gay gắt Nadeshiko nhưng cô bản thân cô lại rất yêu thương em mình và ngược lại. Cô có bằng lái xe ôtô và sử dụng chiếc xe giống như mẫu Nissan Racine trong suốt câu chuyện. Trong truyện, Sakura được miêu tả là một người phụ nữ xinh đẹp nhưng lúc nào cũng lười biếng và khó phân biệt lúc cô ấy vui hay tức giận tuy nhiên Nadeshiko có thể biết được tâm trạng của cô.
Toba Minami (鳥羽 美波)
Lồng tiếng bởi: Itō Shizuka
Diễn bởi: Tsuchimura Kaho
Xuất hiện lần đầu tiên trong chap 11 của nguyên tác, cô là một giáo viên mới được nhận vào trường trung học Motosu và là giáo viên môn lịch sử. Cô được miêu tả trong truyện là một giáo viên có vẻ ngoài xinh đẹp, hiền lành và tốt bụng tuy nhiên lại bợm rượu và giọng điệu của cô mỗi khi say đều rất lầm lì. Toba lần đầu tiên gặp Rin và Nadeshiko trong một chuyến cắm trại với em gái mình khi đang say xỉn. Tại cửa hàng rượu nơi Chiaki làm việc bán thời gian, cô là khách quen và thường mua sáu lon bia 500ml mỗi ngày. Xe ôtô của cô là loại xe SUV.
Toki Ayano (土岐 綾乃)
Lồng tiếng bởi: Kurosawa Tomoyo
Diển bởi: Ishii Anna
Ayano là bạn thời thơ ấu của Nadeshiko. Họ của cô xuất phát từ tên thành phố Toki, tỉnh Gifu. Cô lần đầu xuất hiện trong chap 13 của nguyên tác truyện tranh qua lời thoại của Nadeshiko và xuất hiện chính thức trong chap 28 của bộ truyện. Cô thường được gọi là "Aya-chan" bởi Nadeshiko. Ayano biết mặt của Rin và các thành viên còn lại trong câu lạc bộ ngoài trời qua một tấm ảnh mà Nadeshiko đã gửi cho trước đó. Cô và Rin cũng từng có một chuyến cắm trại cùng nhau đến thị trấn Oigawa ở chap 56 của bộ truyện. Tuy nhiên sau khi đến nơi cắm trại, Ayano đã ngã khụyu xuống đất do kiệt sức bởi cô không quen những chuyến chạy xe xa như Rin. Xe của cô là loại xe mô tô hạng hai Honda Ape.
Inuyama Akari (犬山 あかり)
Lồng tiếng bởi: Matsuda Risae
Diễn bởi: Nishizawa Aina
Em gái của Aoi. Cô xuất hiện lần đầu trong chap 22 của nguyên tác gốc. Akari được miêu tả như một phiên bản nhỏ của Aoi và nó thường được dùng làm chuyện đùa trong một số phân cảnh của nguyên tác truyện tranh và phim hoạt hình chuyển thể. Chiaki thường gọi cô là "little inuko" và họ thân thiết đến mức có thể chơi với nhau mà không hề do dự. Trong phiên bản anime truyền hình, Akari xuất hiện sớm hơn nguyên tác gốc trong tập 9 với tư cách một nhân vật phụ và ở phiên bản live-action, cô xuất hiện trong tập đặc biệt.
Shinshiro Hajime (新城 肇)
Lồng tiếng bởi: Ōtsuka Akio (anime; live-action)
Ông ngoại của Rin và là người yêu thích đi cắm trại ngoài trời. Sở thích cắm trại của Rin chịu ảnh hưởng lớn từ ông và hầu hết các thiết bị cắm trại của Rin đều do ông tặng lại. Ông lần đầu xuất hiện ở chap 28 của nguyên tác để đón Rin sau khi cậu bị kẹt trong chuyến cắm trại do vấn đề về thời tiết xấu. Trong phiên bản anime truyền hình chuyển thể, cảnh mà Hajime xuất hiện đã được điểu chỉnh lại sớm hơn so với nguyên tác gốc của tác giả Afro khi ông gặp Chiaki trong một chuyến cắm trại tuy nhiên không có chi tiết nào trong câu chuyện chỉ ra đó là ông của Rin và chính Chiaki cũng không biết điều này.
Shima Wataru (志摩 渉)
Lồng tiếng bởi: Sakurai Takahiro
Cha của Rin. Anh lần đầu xuất hiện vào chap 24 của bộ truyện nguyên tác. Trong tập đầu tiên của phiên bản anime truyền hình chuyển thể mùa hai, anh là người chở Rin đến địa điểm cắm trại và đó cũng là lần đi cắm trại đầu tiên của Rin.
Shima Saki (志摩 咲)
Lồng tiếng bởi: Mizuhashi Kaori
Diễn bởi: Ayumi Mikata
Mẹ của Rin. Cô lần đầu xuất hiện trong chap 6 của nguyên tác truyện tranh. Saki thường xuất hiện nhiều trong những phân cảnh khi Rin ở nhà hoặc lúc Rin dời nhà đi học hay cắm trại.  Trong quá khứ, cô đã từng nhiều lần lái xe mô tô đi cắm trại với ông ngoại của Rin và bố của Rin.
Kagamihara Shūichiro (各務原 修一朗) 
Lồng tiếng bởi: Ōhata Shintaro
Diễn bởi: Noguchi Yūsuke
Cha của Nadeshiko. Anh lần đầu xuất hiện trong chap 16 của bộ truyện. Theo Ayano, cha của Nadeshiko là người rất thích ăn và đã từng rất béo cho đến một lần anh bị ép phải giảm cân.
Kagamihara Shizuka (各務原 静花)
Lồng tiếng bởi: Yamamoto Nozomi
Diễn bởi: Yamamoto Eiko
Mẹ của Nadeshiko. Cô lần đầu xuất hiện trong nguyên tác gốc của tác giả Afro ở chap 16 của bộ truyện.
Inuyama Mineko (犬山 みね子)
Lồng tiếng bởi: Shindō Naomi
Bà của Aoi. Nhân vật này lần đầu xuất hiện trong chap 22 của nguyên tác gốc.
Saitō Jun (斉藤 潤)
Lồng tiếng bởi: Ōtsuka Akio
Cha của Ena. Anh được đề cập đến lần đầu vào chap 19 của tập truyện gốc trong một cuộc đối thoại của Ena và xuất hiện chính thức ở chap 31. Trong truyện, anh được miêu tả là người ít nói và thường xuyên làm những hành động kì lạ.
Toba Ryōko (鳥羽 涼子)
Lồng tiếng bởi: Kokuryu Sachi
Diễn bởi: Kitahara Honoka
Em gái của Minami, người thường cắm trại với Toba. Rin và Nadeshiko ban đầu lầm tưởng cho rằng cô là con trai. Ryōko lần đầu xuất hiện cùng với cô Toba ở chap 11 của nguyên tác gốc.
Người dẫn truyện
Lồng tiếng bởi: Ōtsuka Akio